# Sociedad Hispánica Jules Verne
| \| Localisation sur la carte d'Espagne · Siège social \| Localisation sur la carte d'Espagne Siège social. |
| Localisation sur la carte d'Espagne · Siège social                                                         |

La Sociedad Hispánica Jules Verne (en français : Société hispanique Jules Verne), est une association littéraire à but non lucratif fondée en 2012, destinée à la recherche et à la diffusion de l'œuvre de Jules Verne. Son siège est aux îles Baléares. 
Son objectif est de développer les recherches autour de l'auteur dans le monde entier. À cette fin, elle publie la revue Mundo Verne, organise des colloques et dirige les éditions Paganel qui, dans différentes langues, publient des études autour de Jules Verne.

## Historique
Les premières tentatives formelles pour créer une société rassemblant des Hispaniques ont commencé en 2009 lorsque, à l'initiative du vernien Ariel Pérez Rodríguez, administrateur du Centre international Jules-Verne et membre de la Société Jules-Verne, des chercheurs et des lecteurs espagnols de Verne ont manifesté leur désir de créer une association pour diffuser les recherches autour des textes écrits par Verne dans l'ensemble du monde hispanique, en particulier en Amérique du Sud. 
En 2012, Ariel Pérez, Nicolás Moragues et Cristian Tello fondent l'association,.
L'association mène aussi diverses opération telle la Journée de lecture Jules Verne organisée depuis 2019 dans le monde entier le 8 février,. 

### Congrès internationaux Jules Verne
La Société organise tous les quatre ans un Congrès international Jules Verne, réunion de verniens du monde entier qui, pendant trois jours, présentent des communications, des articles et donnent des conférences sur des sujets d'actualité vernienne. Le premier de ces événements a eu lieu à Barcelone, en Espagne,, en 2013 et le deuxième à La Havane, à Cuba, en 2017,,. Le troisième, qui devait se célébrer en novembre 2020, est remis en 2021 à Palma de Majorque en raison de la pandémie de Covid-19. Le quatrième est organisé en Colombie, à Bogota le 29 avril puis à Carthagène des Indes du 2 au 4 mai.

## Publications
La revue officielle de la Société est le Mundo Verne, créé en 2007 par Ariel Pérez Rodríguez. Les dix premiers numéros sont disponibles en téléchargement sur Internet. À partir de 2012, avec la création de l'association, la revue commence à être publiée sous forme imprimée et distribuée uniquement aux membres. En 2024, la revue compte 40 numéros. 
L'association possède également une maison d'édition Ediciones Paganel, qui publie des livres en espagnol, en français et en allemand, avec des sujets variés, allant de la bibliographie hispanique des livres de Jules Verne à la publication de textes inédits de l'auteur. Ediciones Paganel a ainsi édité des ouvrages, entre autres, de Jean-Michel Margot et de Piero Gondolo della Riva ainsi que le Dictionnaire des personnes citées par Jules Verne d'Alexandre Tarrieu,.
L'ensemble des Verniana préalablement publiés en ligne, est édité par les éditions en 2021-2022. 

### Titres publiés[17]
- 2013 : Eduardo Rolland, Verne en la bahía del tesoro
- 2014 : Javier Román, Jules Verne: Bibliografía de primeras ediciones hispánicas
- 2014 : Nicolás Moragues, La vuelta a Palma en 80 imágenes. Clovis Dardentor descrito por la imagen y la palabra
- 2015 : Ariel Pérez Rodríguez, Cristian Tello de la Cruz, Nicolás Moragues, Pasqual Bernat, Jules Verne: Ciencia, literatura e imaginación
- 2016 : Abel Montagut, Jules Verne, Michel Verne, Tierranegra. El último viaje extraordinario
- 2017 : Jules Verne, Viaje a través de lo imposible, traduction en espagnol de Gabriel Bermúdez Castillo
- 2017 : Cristian Tello de la Cruz, Pasqual Bernat, Nicolás Moragues, Javier Urdanibia, Verne en la perla del Mediterráneo
- 2018 : Jean-Pierre Bouvet, Les machines extraordinaires de Jules Verne
- 2018 : Nicolás Moragues, Ariel Pérez Rodríguez, Los viajes extraordinarios de Jules Verne
- 2018 : Jules Verne, Ariel Pérez Rodríguez, Relatos inéditos. Incluye la primera traducción al castellano de los relatos Viaje de estudios, El sitio de Roma y Jededias Jamet
- 2018 : Ariel Pérez Rodríguez, Entrevistas con Jules Verne. 23 entrevistas al autor de los Viajes extraordinarios
- 2019 : Jean-Michel Margot, Historia de los estudios vernianos (1883-2019)
- 2019 : Antoine Rognon, Jules Verne et la Suisse / Jules Verne y Suiza
- 2019 : Alexandre Tarrieu, Dictionnaire des personnes citées par Jules Verne, vol. 1 : A-E
- 2020 : Pedro García Martín, Los mapas de Jules Verne / Les cartes du monde de monsieur Verne
- 2020 : Piero Gondolo della Riva, Jules Verne dans le Musée des familles
- 2020 : Club Jules Verne Alemania, Jules Verne und Deutschland / Jules Verne y Alemania
- 2020 : Juan Arbona Comellas, La música en las producciones sobre Jules Verne
- 2020 : Pasqual Bernat, Eugenio Pérez Ramos, Ariel Pérez Rodríguez, Doctor Ox mulitlingüe
- 2020 : Ariel Pérez Rodríguez, Jules Verne dans le Figaro Illustré
- 2021 : Raymond Ducrest de Villeneuve, William Butcher, Jules Verne: Souvenirs personnels[18]
- 2021 : Jules Verne, David Serrat i Congost, El país de les pells
- 2021 : Anna-Maria Corredor Plaja, Jules Verne, Una extravagància del doctor Ox
- 2021 : Ariel Pérez Rodríguez, Nicolás Moragues, Ciencia y geografía en los Viajes extraordinarios
- 2022 : Alexandre Tarrieu, Dictionnaire des personnes citées par Jules Verne, vol. 2 : F-M
- 2022 : Cristian Tello de la Cruz, De Verne a la Luna
- 2023 : Céline Giton, Viajeras extraordinarias
- 2024 : Alexandre Tarrieu, Dictionnaire des personnes citées par Jules Verne, vol. 3 : N-Z
- 2024 : Laurence Sudret, Las mujeres de Jules Verne

## Conseil d'administration
Il est composé en 2020 de :
- Président : Ariel Perez Rodríguez
- Vice-président : Pasqual Bernat López
- Secrétaire et trésorier : Nicolás Moragues González
- Membres : Eugenio Pérez Ramos, Cristian Alexander Tello de la Cruz, Joaquim Albert i Ullastre, José Antonio Garabatos Cuadrado